# Rataje (okres Kroměříž)
Rataje (německy Ratais) jsou obec v okrese Kroměříž ve Zlínském kraji. Žije zde přibližně 1 100 obyvatel.

## Historie
První písemná zmínka o obci pochází z roku 1283.

## Ochrana přírody
V katastru obce se nacházejí tato chráněná území:
Evropsky významné lokality: Troják

## Přírodní úkazy
- Havlova niva
- Ratajská tůňka
- Rybník Sekaniňák
- Popovický rybník

## Obyvatelstvo

### Struktura
Vývoj počtu obyvatel za celou obec i za její jednotlivé části uvádí tabulka níže, ve které se zobrazuje i příslušnost jednotlivých částí k obci či následné odtržení. K 1. 1. 2016 zde žilo 1 136 obyvatel, z toho 576 mužů a 560 žen.
| Rok            | 1869  | 1880  | 1890  | 1900  | 1910  | 1921  | 1930  | 1950  | 1961  | 1970 | 1980 | 1991 | 2001 | 2011  | 2021  |
| -------------- | ----- | ----- | ----- | ----- | ----- | ----- | ----- | ----- | ----- | ---- | ---- | ---- | ---- | ----- | ----- |
| Počet obyvatel | 1 042 | 1 129 | 1 132 | 1 159 | 1 265 | 1 246 | 1 214 | 1 067 | 1 112 | 992  | 948  | 931  | 974  | 1 055 | 1 143 |
| Počet domů     | 185   | 200   | 210   | 213   | 222   | 226   | 255   | 273   | 275   | 274  | 264  | 312  | 320  | 362   | 396   |

## Obecní správa

### Části obce
- Popovice
- Rataje
- Sobělice

### Obecní symboly
Znak a vlajka byly obci uděleny rozhodnutím předsedy Poslanecké sněmovny Parlamentu České republiky dne 17. října 1997.

## Sport
Od roku 1895 byl založen sbor dobrovolných hasičů, ke kterým patří i sbor dobrovolných mladých hasičů od 3 let. V obci působí fotbalový klub TJ Sokol Rataje, momentálně tam jsou jen muži.

## Pamětihodnosti
- Kostel svatého Petra a Pavla od architekta Gustava Meretty. Původně se zde nacházela gotická kaple, která byla postupně rozšířena v kostel, ten ovšem při velkém požáru v Ratajích vyhořel. Byl postaven nový, ale pro jeho nedostatky ho ratajský farář p. Vincent nechal přestavět. Dne 6. června 1881 byl posvěcen základní kámen nového chrámu. Roku 1883 došlo k prvním bohoslužbám, a to díky darům farníků a jiných dobrodinců, kteří stavbu financovali. Stavba nadále pokračovala a 7. srpna 1898 byl kostel slavnostně konsekrován olomouckým biskupem Theodorem Kohnem.
- Hřbitovní kaple
- Socha Panny Marie s Ježíškem
- Křížová cesta protínající celou obec

## Osobnosti
- Josef Jášek (1839–1905), rolník, zemský poslanec
- Emil Axman (1887–1949), hudební skladatel, hudební archivář Národního muzea v Praze, pohřben na hřbitově v Kroměříži
- Oldřich Zezula (1907–1980), český malíř, výtvarník a středoškolský učitel kreslení, pohřben na hřbitově v Kroměříži

## Galerie

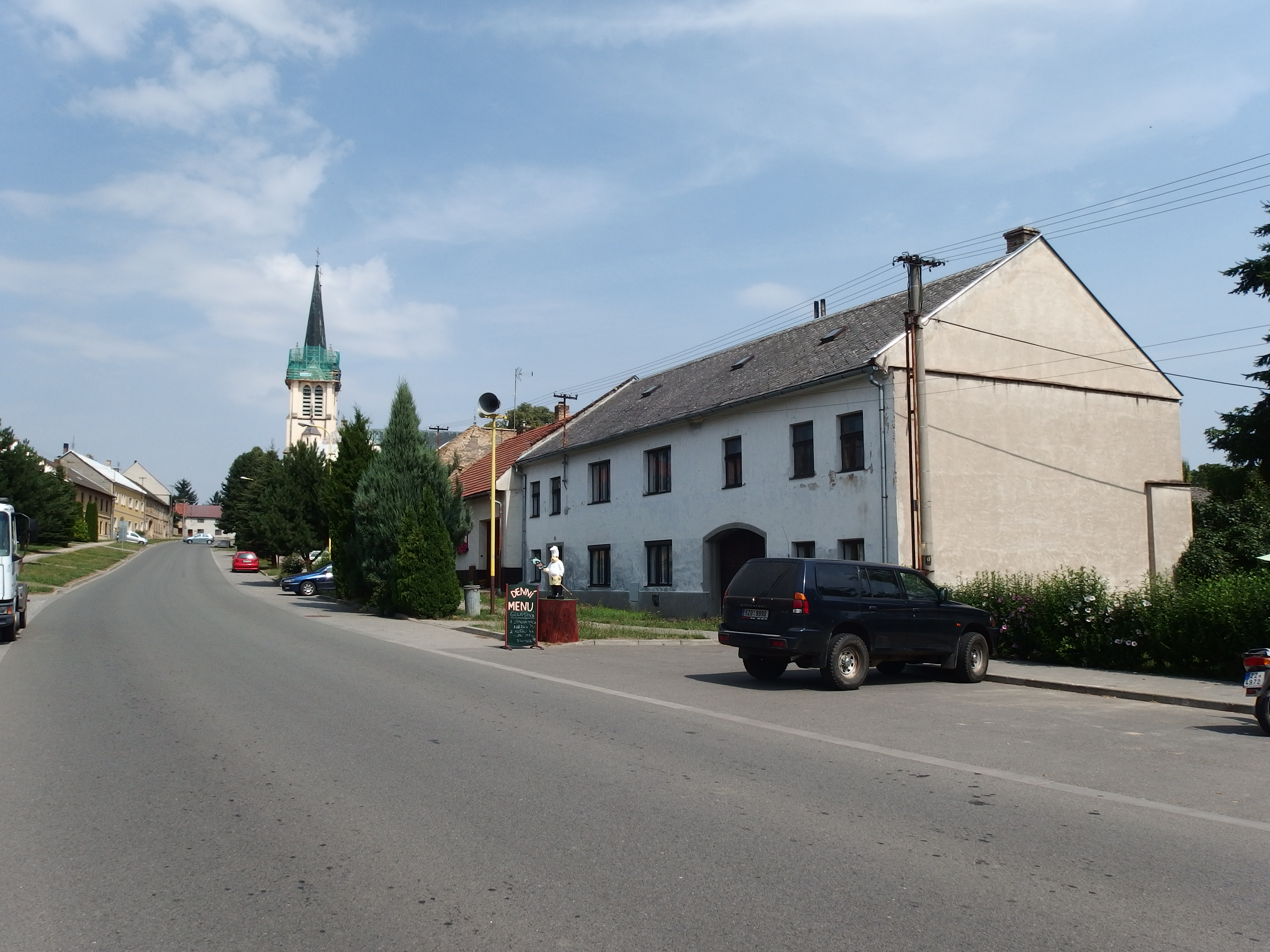
Hlavní ulice
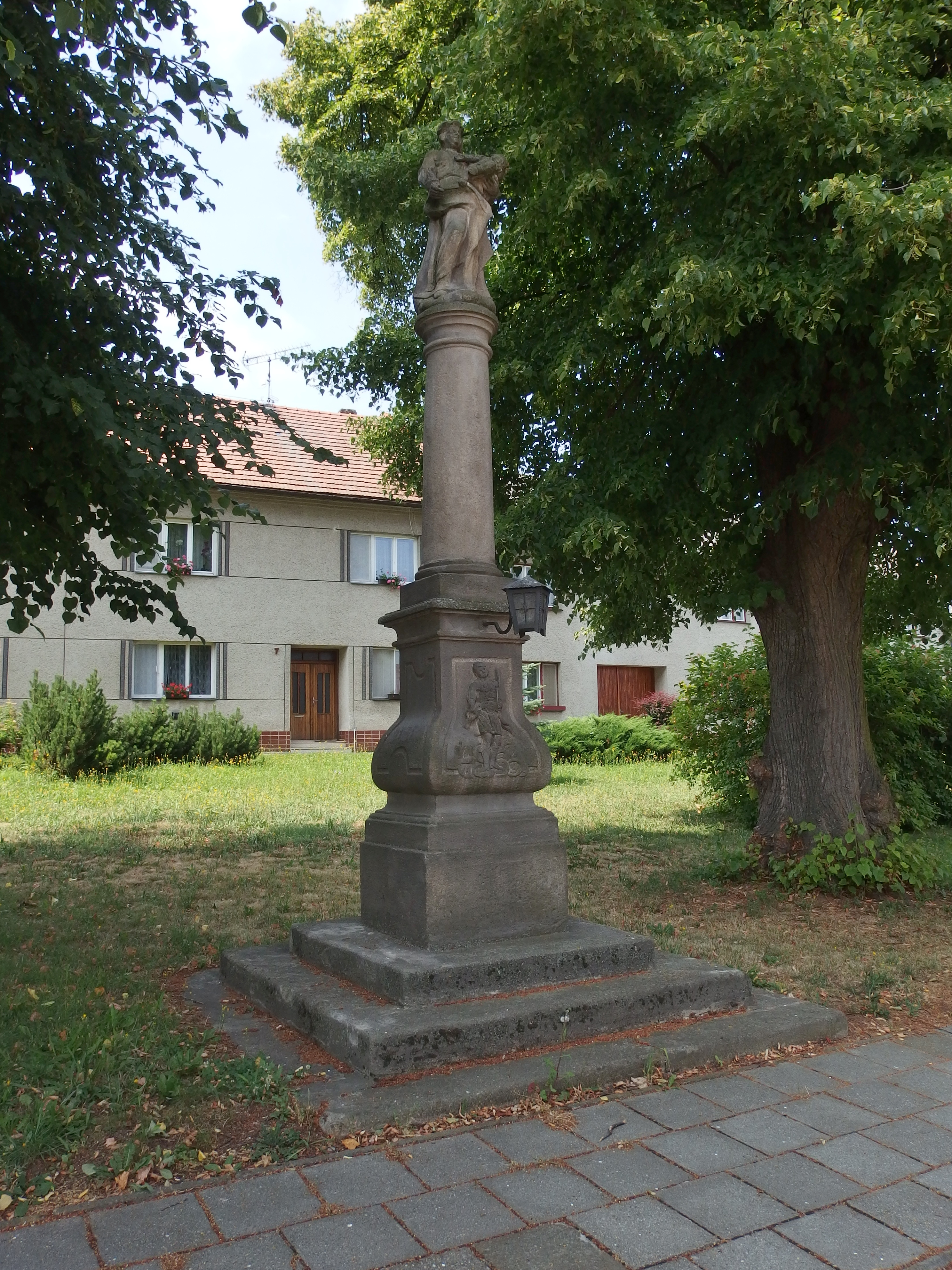
Sloup se sochou Panny Marie s Ježíškem
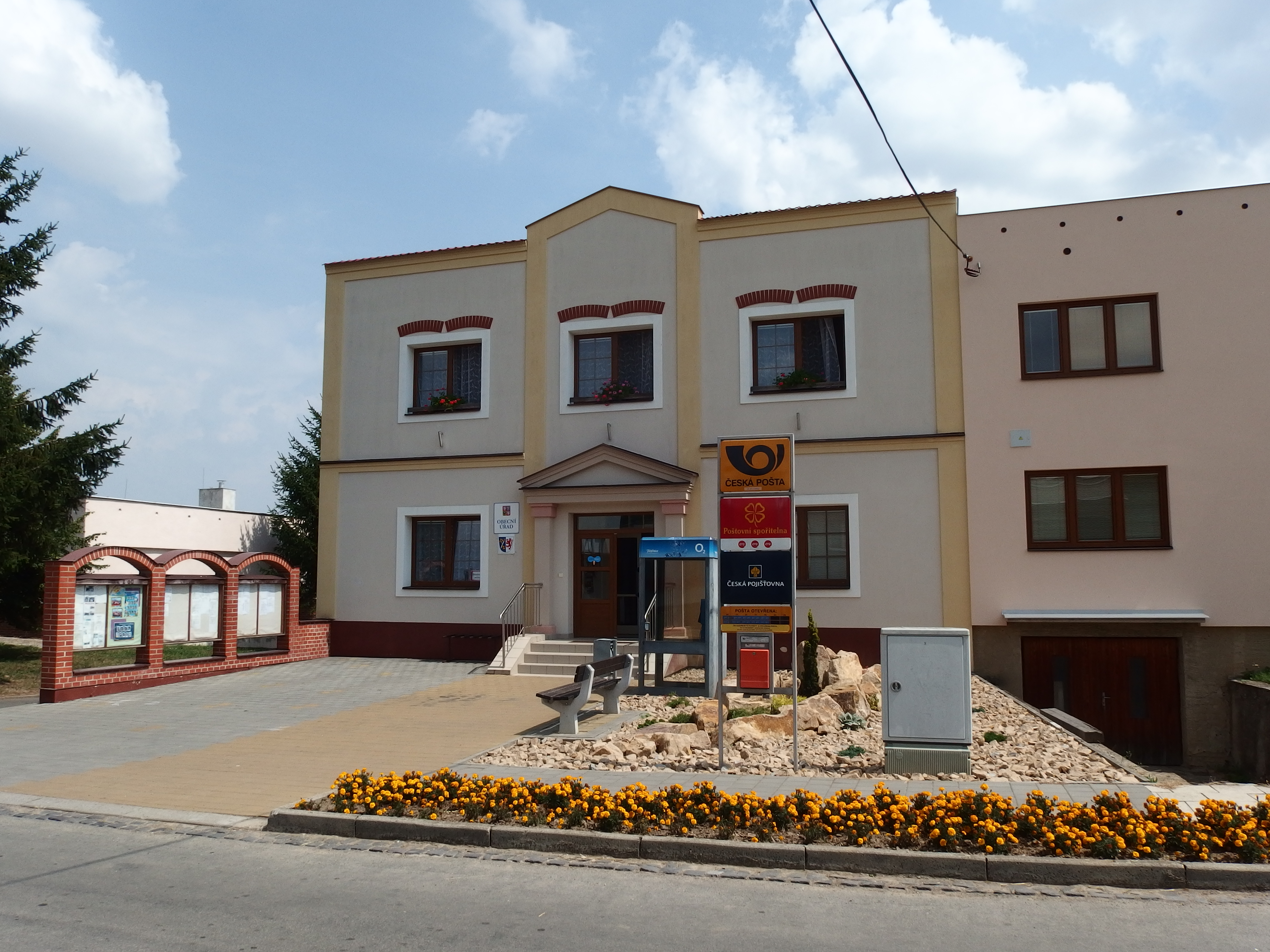
Obecní úřad
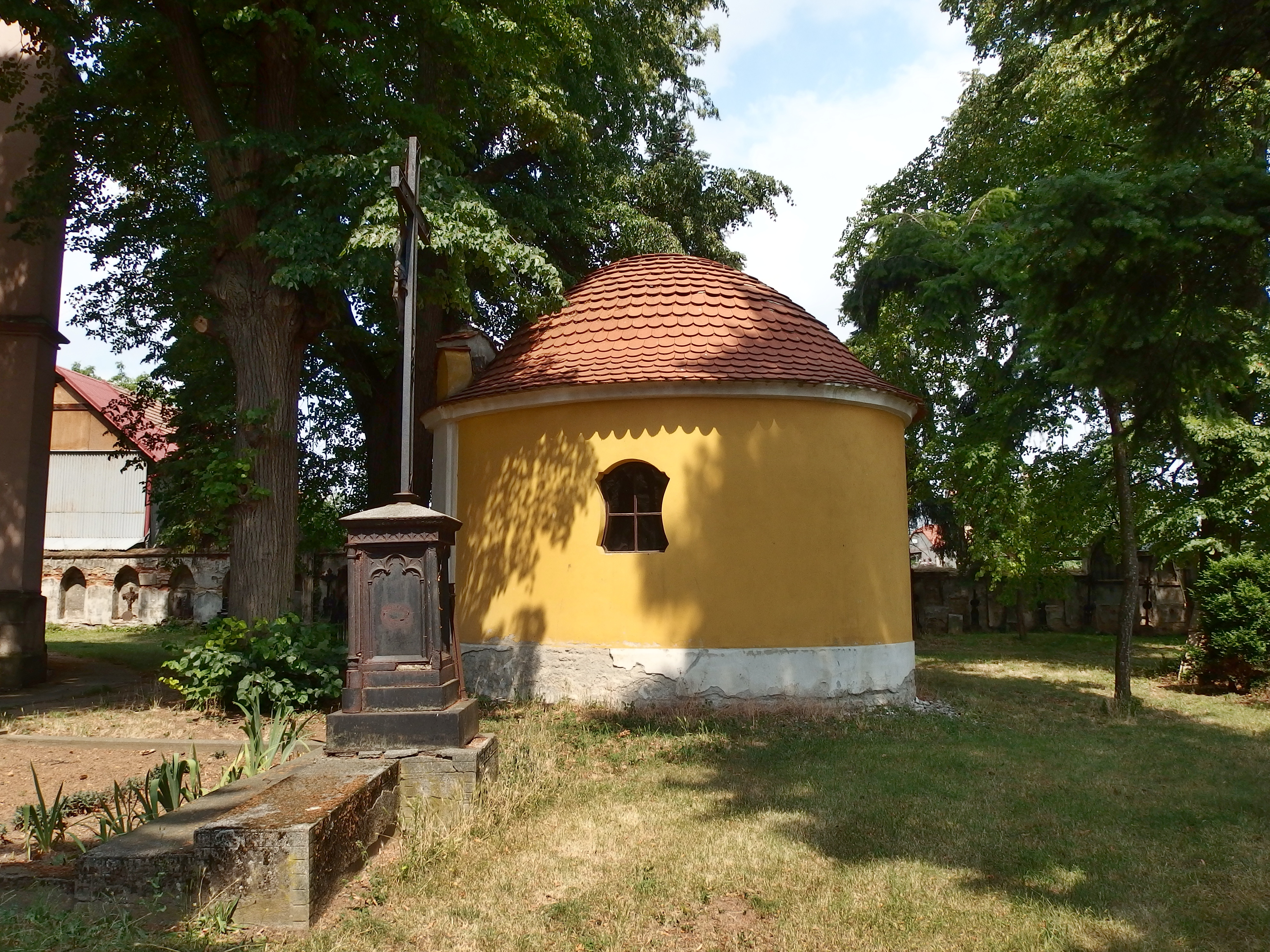
Hřbitovní kaple
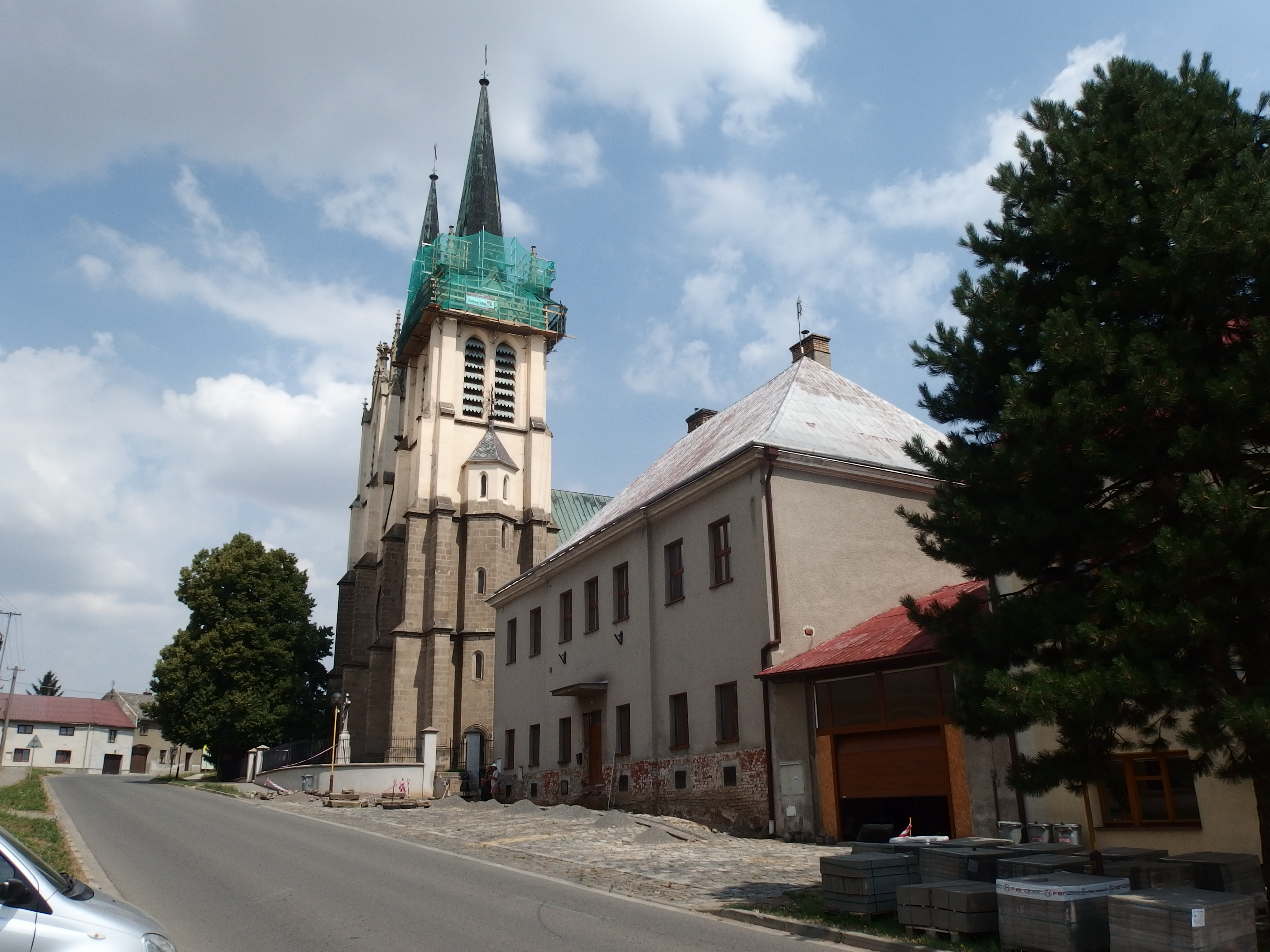
Kostel svatých Petra a Pavla